# Edowa zuniensis
Edowa zuniensis — викопний вид прихованошиїх черепах вимерлої родини Baenidae. Описаний у 2023 році. Існував у пізній крейді (90 млн років тому).

## Скам'янілості
Скам'янілі рештки виду знайдені у відкладеннях формації Морено-Гілл (Moreno Hill Formation) в Нью-Мексико (США). • Сліди на скам'янілостях свідчать про ектопаразитарну інфекцію та напад крокодила.

## Систематика
Вид є сестринським таксоном до базальної баено ди(похідної баеніда) Plesiobaena antiqua з кампанського ярусу Монтани та Альберти, з яким він морфологічно подібний. Вони утворюють кладу «Plesiobaena-grade», яка знаходиться в базовій позиції в межах похідної клади Baenodda, за межами двох основних клад похідних баенід, Palatobaeninae і Eubaeninae. Його поява в середньотуронській формації Морено-Гілл свідчить про південне ларамідське походження баенод.